# Palanas
Palanas ist eine philippinische Stadtgemeinde in der Provinz Masbate. Sie hat 26.222 Einwohner (Zensus 1. August 2015).

## Baranggays
Palanas ist politisch in 24 Baranggays unterteilt.
| - Antipolo - Banco - Biga-a - Bontod - Buenasuerte - Intusan - Jose A. Abenir Sr. (Libtong) - Maanahao | - Mabini - Malatawan - Malibas - Maravilla - Matugnao - Miabas - Nabangig - Nipa | - Parina - Piña - Poblacion - Salvacion - San Antonio - San Carlos - San Isidro - Santa Cruz |